# کن (فرانسه)

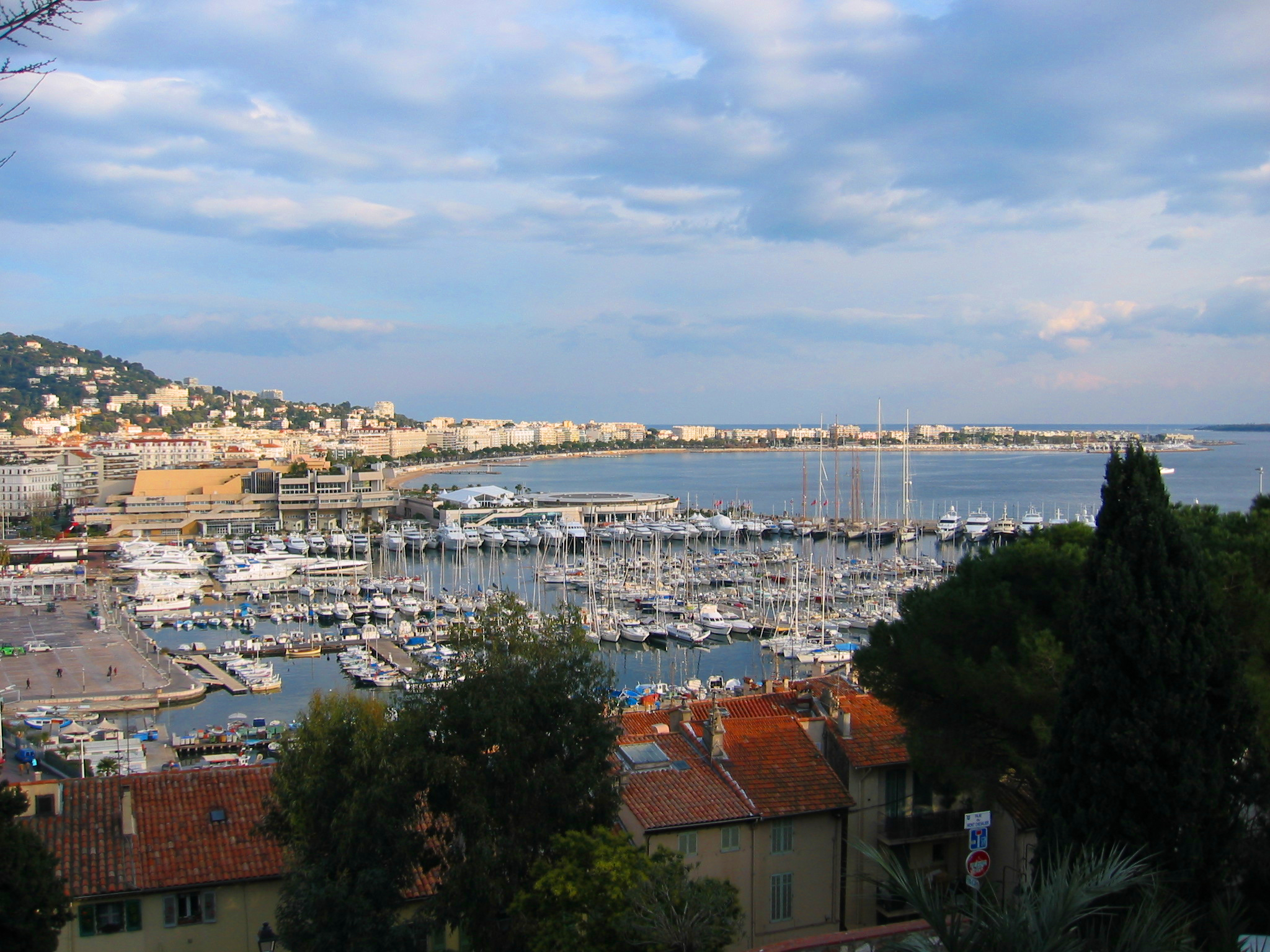
چشم‌انداز کان

تصویری از کناره‌های ساحلی شهر کن.

تصویری از کناره‌های ساحلی شهر کن.

کن تلفظ /kan/ (به فرانسوی: Cannes)، نام شهری در جنوب فرانسه است که هم‌اکنون بخشی از کلان‌شهر نیس به‌شمار می‌رود.
شهر کن بیشتر به خاطر جشنواره فیلم کن که یکی از بزرگ‌ترین جشنواره‌های سینمایی در جهان است شهرت جهانی یافته‌است.

## نگارخانه

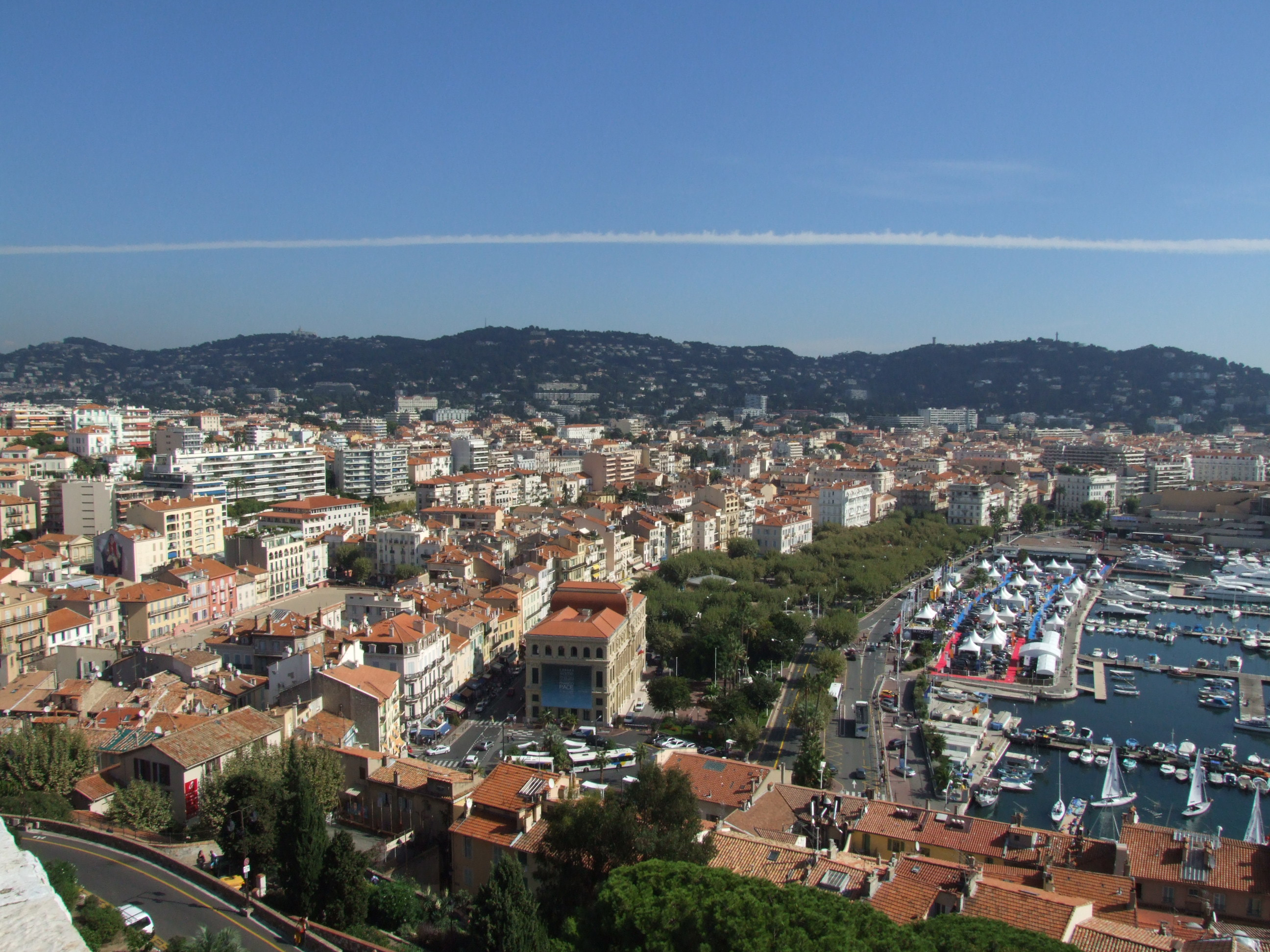
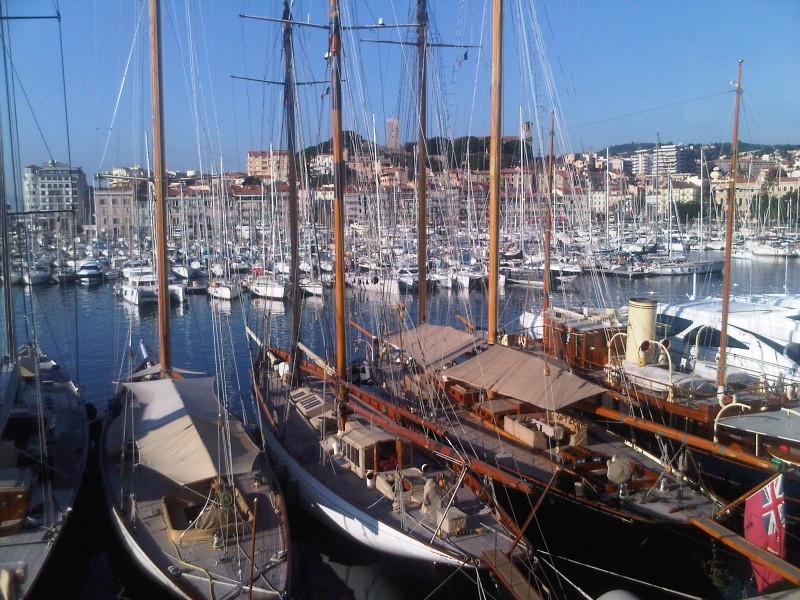